# Frommer Liliput
A Liliput egy Frommer Rudolf által tervezett kisméretű 6,35 mm űrméretű „mellényzsebpisztoly". A fegyvert a Fémáru Fegyver- és Gépgyár Részvénytársaság (FÉG) gyártotta 1921 és 1940 között. A fegyver markolatbiztosítóval és külső kakassal rendelkezett, a Frommer Stop több jellegzetességét is viseli, azonban tervezéskor a költségesebb részleteket elhagyták. Cső- és tárcserével a Liliput egyszerűen átalakítható .22 kaliberre. Felépítése teljesen fém építésű, bakelit markolattal. Készült nikkelezett, gyöngyházmarkolatos „luxus” kivitelben, illetve rozsdamentes acél „trópusi” kivitelben is, illetve néha felbukkan néhány famarkolatos példány is.
A Liliput mintájára készült az 1929 mintájú hadipisztoly.